# Heyl Ha'Avir
Heyl Ha'Avir (Luftkorps hebraisk: זרוע האוויר והחלל, Zroa HaAvir VeHaḤalal) er det israelske luftvåben. Dette er en gren som ligger under Israel Defense Forces IDF.
Israels luftvåben er regnet som et af de stærkeste og krigsvante i verden. Materiellet i dag er i domineret af amerikansk udstyr, mens det tidligere var fransk udstyr. Fordi Israel indledte seksdageskrigen i 1967 med forebyggende luftangreb, forbød den franske præsident de Gaulle al fransk våbenhandel med Israel. USAF sendte dets egne kampfly til at erstatte tabene under Yom Kippur-krigen i 1973 (Operation Nickel Grass). Efter at israelske nationalitetsmærker var blevet påmalet, fløj de israelske piloter i kamp.
Paradoksalt nok var de første israelske jagerfly designet af nazisterne. Tjekkoslovakiet producerede efter anden verdenskrig Messerschmitt Bf 109G under betegnelsen Avia S.199. Israel har i flere krige erobret sovjetisk produceret materiel fra de arabiske styrker. Noget er blevet ombygget til eget brug, andet er blevet byttet til moderne amerikansk udstyr.
IAI (Israel Aerospace Industries) har udviklet egne fly: Kfir, Nesher og Lavi.
RAFAEL Armament Development Authority har udviklet luft til luft-missiler: Shafrir og Python.